# 封丘站
封丘站位于中华人民共和国河南省新乡市封丘县黄德镇，建于1985年。距新乡站67公里，距兖州站247公里。现为四等站。客运办理旅客乘降，行李、包裹托运；货运办理整车、零担货物发到。封丘站距封丘县人民政府驻地城关镇约20公里。